# Etsuko Handa
Etsuko Handa (半田 悦子, Handa Etsuko, Shizuoka, 10 mei 1965) is een voormalig Japans voetbalster.

## Carrière

### Clubcarrière
Handa begon haar carrière bij Shimizudaihachi SC. Zij speelde tussen 1989 en 1996 voor Suzuyo Shimizu FC Lovely Ladies. Met deze club werd zij in 1989 kampioen van Japan. In 1996 beëindigde zij haar carrière als voetbalster.

### Interlandcarrière
Handa maakte op 7 juni 1981 haar debuut in het Japans vrouwenvoetbalelftal tijdens een wedstrijd om het Aziatisch kampioenschap 1981 tegen Chinees Taipei. Zij nam met het Japans vrouwenvoetbalelftal deel aan de Wereldkampioenschappen vrouwenvoetbal in 1991, in 1995 en Olympische Zomerspelen in 1996. Ze heeft 75 interlands voor het Japanse vrouwenelftal gespeeld en scoorde daarin 19 keer.

## Statistieken
| Japans vrouwenvoetbalelftal | Japans vrouwenvoetbalelftal | Japans vrouwenvoetbalelftal |
| Jaar                        | Wed.                        | Dlp.                        |
| --------------------------- | --------------------------- | --------------------------- |
| 1981                        | 5                           | 1                           |
| 1982                        | 0                           | 0                           |
| 1983                        | 0                           | 0                           |
| 1984                        | 3                           | 0                           |
| 1985                        | 0                           | 0                           |
| 1986                        | 13                          | 2                           |
| 1987                        | 4                           | 0                           |
| 1988                        | 3                           | 1                           |
| 1989                        | 9                           | 6                           |
| 1990                        | 6                           | 4                           |
| 1991                        | 8                           | 2                           |
| 1992                        | 0                           | 0                           |
| 1993                        | 5                           | 3                           |
| 1994                        | 5                           | 0                           |
| 1995                        | 7                           | 0                           |
| 1996                        | 7                           | 0                           |
| Totaal                      | 75                          | 19                          |